# Rectoria de Rubinat
La Rectoria de Rubinat és un edifici del poble de Rubinat, al municipi de Ribera d'Ondara (Segarra) inclosa a l'Inventari del Patrimoni Arquitectònic de Catalunya.

## Descripció
És un edifici que es troba integrat dins del nucli urbà, adossat per al part esquerra a l'església de Santa Maria i per la part dreta a una casa particular i en estar de ruïna. Es tracta d'una construcció de planta rectangular, estructurada a partir de planta baixa, primer pis i golfes. La porta d'accés situada a la façana que dona al carrer Major del poble. Aquesta porta presenta forma allindada, ambdós brancals realitzats amb carreus que presenten actualment un estat molt erosionat i que a la seva llinda hi ha una inscripció que diu "HAEC EST DOMUS RECTORIS, QUAN JOANNES ASCURA RECTOR PROPIO AERE A FUNDAMENTIS REVECIT" i l'any "1748". Les obertures d'ambdós façanes que presenta l'edifici, tant les de la planta baixa com les del primer pis responen a la primitiva construcció i estan emmarcades amb carreus molt erosionats i les obertures de les golfes responen a remodelacions posteriors. El parament de l'obra està realitzat amb paredat.
La inscripció a la llinda de la porta ens fa referència a la restauració de la casa l'any 1748, quan era el rector del poble Joan Escura.